# Arroyo Chafariz
El arroyo Chafariz es un curso de agua ubicado en la provincia de Misiones, Argentina que desagua en el río Uruguay.
El mismo nace de la confluencia de los arroyos Chafariz Grande y Chafariz Chico que nacen en la sierra de Misiones, cerca de la ciudad de San Vicente, departamento Guaraní, y que a partir de su curso medio marca el límite entre los departamentos Guaraní y Veinticinco de Mayo hasta desembocar en el río Uruguay cerca de la localidad de Colonia Alicia Alta.
- Datos: Q5705587